# 1940 na política

## Eventos
- Na sequência da "Amnistia comemorativa dos centenários", comemorativos da Independência de Portugal e da mesma Restauração da Independência, vários dirigentes do Partido Comunista Português saem do campo de concentração do Tarrafal e do Fortaleza de São João Baptista, em Angra do Heroísmo e dedicam-se à reorganização do Partido. Neste movimento de reorganização estão Militão Ribeiro, Pires Jorge, Júlio Fogaça, Sérgio Vilarigues, Álvaro Cunhal, Piteira Santos,e o grande organizador José Gregório ("Alberto"), operário vidreiro, militante desde os anos 30 e Secretário do PCP durante muitos anos,  entre outros. Álvaro Cunhal não esteve nessa reorganização desde o início, depois é que aderiu a ela (Veja-se Pacheco Pereira, p. exº).

## Nascimentos
| Data           | Nome                        | Profissão                                                     | Nacionalidade                 | Observações       | Ref   |
| -------------- | --------------------------- | ------------------------------------------------------------- | ----------------------------- | ----------------- | ----- |
| 8 de janeiro   | Miguel Ángel Rodríguez      | presidente da Costa Rica de 1998 a 2002                       | Costa Rica                    |                   |       |
| 24 de Junho    | João Batista de Castro Dias | deputado estadual do Piauí                                    | Brasil                        | m. 2003           |       |
| 6 de julho     | Nursultan Nazarbayev        | presidente do Cazaquistão desde 1991                          | União Soviética (Cazaquistão) |                   |       |
| 7 de setembro  | Abdurrahman Wahid           | presidente da Indonésia de 1999 a 2001                        | Países Baixos (Indonésia)     | m. 2009           |       |
| 10 de setembro | José Carlos Vasconcelos     | jornalista, advogado e político                               | Portugal                      |                   |       |
| 13 de setembro | Óscar Arias                 | presidente da Costa Rica de 1986 a 1990 e de 2006 a 2010      | Costa Rica                    | Nobel da Paz 1987 | [ 1 ] |
| 20 de setembro | Taro Aso                    | político e primeiro-ministro do Japão de 2008 a 2009          | Japão                         |                   |       |
| 23 de setembro | Michel Temer                | político e presidente do Brasil desde 31 de agosto de 2016    | Brasil                        |                   |       |
| 16 de novembro | Enéas Eugênio Pereira Faria | político brasileiro                                           | Brasil                        | m. 2004           |       |
| 22 de novembro | Albano Franco               | político e empresário                                         | Brasil                        |                   |       |
| 26 de novembro | Sérgio Mota                 | engenheiro e político                                         | Brasil                        | m. 1998           |       |
| ??             | Burhanuddin Rabbani         | político e presidente do Afeganistão de 1992 a 1996 e em 2001 | Afeganistão                   |                   |       |
| ??             | Ansumane Mané               | militar e Comandante da Junta Militar da Guiné-Bissau em 1999 | Reino Unido (Gâmbia)          | m. 2000           |       |

## Mortes
| Data           | Nome              | Profissão                                                 | Nacionalidade | Observações | Ref |
| -------------- | ----------------- | --------------------------------------------------------- | ------------- | ----------- | --- |
| 15 de julho    | Jules Renkin      | político                                                  | Bélgica       | n. 1862     |     |
| 3 de novembro  | Manuel Azaña Díaz | presidente da Segunda República de Espanha de 1936 a 1939 | Espanha       | n. 1880     |     |
| 19 de dezembro | Kyösti Kallio     | 4° presidente da Finlândia                                | Finlândia     | n. 1873     |     |